# Produto génico
O produto génico é uma molécula bioquímica, seja ARN ou proteína, que é o resultado final da expressão de um gene. Algumas vezes usa-se uma medida da quantidade de produto génico para inferir quão ativo é um gene. Quantidades anormais de produto génico podem correlacionar-se com alelos causantes de doenças, tal como a sobreactividade dos oncogenes, que podem causar cancro.
Um gene é inicialmente expresso por transcrição em ARN; este ARN pode ou não ser traduzido em proteínas, dependendo do caso. Por vezes, a medição da quantidade de produto genético é utilizada para estimar o grau de atividade de um gene. Quantidades anormais de produto genético podem correlacionar-se com a ocorrência de doenças causadas por alelos alterados ou anormais, como por exemplo aqueles que produzem a hiperatividade de oncogenes que causam cancro.
Um gene é definido como "uma unidade hereditária de ADN necessária para produzir um produto funcional. Os elementos reguladores dos genes incluem os seguintes: região promotora, caixa TATA, sequências de poliadenilação e potenciadores. Estes elementos trabalham em combinação com uma estrutura de leitura aberta para criar um produto funcional. Este produto pode ser transcrito e ser um ARN diretamente funcional, ou ser um mRNA que será traduzido nos ribossomas para dar origem a uma proteína funcional.

## Produtos ARN

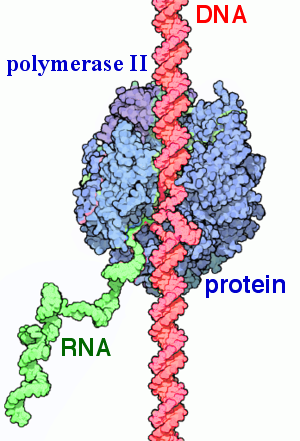
Transcrição de ADN em RNA utilizando a proteína enzimática RNA polimerase II.

As moléculas de ARN que codificam proteínas são mARN. As moléculas de ARN que não codificam proteínas também têm funções na célula, uma vez que podem desempenhar as seguintes funções:
- Colaborar na síntese proteica. São o ARNt que transporta os aminoácidos para o ribossoma e o rARN que é parte integrante do ribossoma.[4]
- Catalisar reações. São os ARN com capacidade riboenzimática.
- Regular vários processos.[4] Um exemplo de um RNA regulador é o microRNA (miRNA), que reprime a tradução.[5] Estes microRNAs funcionam ligando-se a uma sequência de mRNA alvo complementar, impedindo que esse mRNA seja traduzido.[4][6] Outro exemplo são os pequenos ARNs interferentes (siRNAs), que funcionam regulando negativamente a transcrição, fazendo parte do complexo silenciador induzido por ARN (RISC) durante a interferência de ARN e ligando-se a uma sequência alvo no ADN, impedindo a transcrição de um mRNA específico.[6]

## Produtos proteicos
As proteínas são produtos de um gene formados pela tradução de uma molécula de mRNA maduro. O mRNA determina a estrutura primária da proteína, e esta é depois dobrada em estruturas sucessivas, adquirindo a sua forma funcional final ou conformação. Várias cadeias de polipeptídeo podem dobrar-se em conjunto para formar uma proteína maior com estrutura quaternária. Os produtos proteicos podem ser modificados adicionando ou removendo grupos químicos ou por polipeptídeo quebra de cadeia.
As proteínas desempenham uma grande variedade de funções na célula. As Enzimas são proteínas que catalisam uma reação química. As chaperonas estabilizam o enovelamento de outras proteínas. As proteínas motoras movem moléculas para determinados locais da célula. Muitas proteínas são estruturais ou ajudam a moldar a célula. Outras proteínas encontram-se nas membranas e são designadas por proteínas de membrana, e controlam a passagem de substâncias ou transdução de sinal. Outras proteínas são reguladoras (fatores de transcrição, polipeptídeos de hormonas).
1. ↑  Fearon ER, Vogelstein B (junho de 1990). «A genetic model for colorectal tumorigenesis». Cell. 61 (5): 759–67. PMID 2188735. doi:10.1016/0092-8674(90)90186-I
2. ↑  Croce CM (janeiro de 2008). «Oncogenes and cancer». The New England Journal of Medicine. 358 (5): 502–11. PMID 18234754. doi:10.1056/NEJMra072367. Consultado em 15 de julho de 2016. Cópia arquivada em 12 de fevereiro de 2010 Parâmetro desconhecido |url-morta= ignorado (ajuda)
3. ↑  Nussbaum, Robert L.; McInnes, Roderick R.; Willard, Huntington (2016). Thompson & Thompson Genetics in Medicine 8 ed. Philadelphia: Elsevier
4. 1 2 3  Clancy, Suzanne (2008). «RNA Functions». Nature Education. 1 (1): 102
5. ↑  He, Lin; Hannon, Gregory J. (2004). «MicroRNAs: small RNAs with a big role in gene regulation» (PDF). Nature Reviews Genetics. 5: 522–531. PMID 15211354. doi:10.1038/nrg1379
6. 1 2  Carrington, James C.; Ambros, Victor (2003). «Role of microRNAs in plant and animal development». Science. 301 (5631): 336–338. PMID 12869753. doi:10.1126/science.1085242
7. 1 2 3 4 5 6  «Conteúdo de Fundamentos de Biologia Celular | Learn Sciences on Scitable». www.nature.com. Consultado em 8 de novembro de 2015
8. 1 2 3 4 5  Alberts, B; Johnson, A; Lewis, J;  et al. (2002). Molecular Biology of the Cell 4 ed. New York: Garland Science
9. ↑  Hartl, F. Ulrich; Bracher, Andreas; Hayer-Hartl, Manajit (2011). «Molecular chaperones in protein folding and proteostasis». Nature. 475: 324–332. doi:10.1038/nature10317
10. ↑  «Fator de Transcrição Geral / Fator de Transcrição | Learn Sciences on Scitable». www.nature.com. Consultado em 9 de novembro de 2015